# Haplodiplatys mucrotus
Haplodiplatys (Mesodiplatys) mucronatus – gatunek skorka z rodziny Diplatyidae i rodzaju Haplodiplatys.

## Charakterystyka
Ciało długości 10 mm, ciemno-brunatnoszare o czułkach, aparacie gębowym, odnóżach z wyjątkiem stawów, przedpleczu i dalszych tergitach odwłoka żółtych. Oskórek z mikrorzeźbą, o owłosieniu raczej długim, rzadkim i rozproszonym. 
Głowa tak długa jak szeroka. Czoło przechodzi raczej gwałtownie w zapadniętą, delikatnie pomarszczoną potylicę. Bruzdy czołowe śladowe, koronalne zaś silne i głębokie. Fałdy (carinae) zaoczne silne, mniej lub bardziej proste, gładko zanikające. Oczy dobrze rozwinięte, nieznacznie dłuższe niż policzki. Czułki załamane. Przedplecze wydłużone, najszersze w pobliżu głowy o bokach prawie prostych. Tylna jego krawędź mniej lub bardziej ścięta. Pokrywy i skrzydła w pełni rozwinięte. Odwłok cylindryczny, szczupły, nieco pogrubiony od ósmego tergitu. Ostatni tergit raczej wąski, o tylnej krawędzi nieco wklęśniętej pośrodku i ukośnej po bokach. Szczypce samca długie, proste, wąskie, smukłe, prawie przylegające, o wewnętrznych krawędziach drobno karbowanych. Przedostatni sternit wydłużony, o bokach zwężających się ku tyłowi, a tylnej krawędzi mniej lub bardziej ściętej. Paramery z silnie spiczastymi, tylnymi wyrostkami.

## Występowanie
Gatunek jest endemitem Madagaskaru.